# Třebihošť
Třebihošť település Csehországban, Trutnovi járásban. Třebihošť Zábřezí-Řečice, Úhlejov, Doubravice, Bílá Třemešná, Dolní Brusnice, Zdobín, Dvůr Králové nad Labem és Horní Brusnice településekkel határos. Lakosainak száma 452 fő (2024. január 1.).

## Népesség
A település lakosságának változását az alábbi diagram mutatja:
| Lakosok száma | 1613 | 1503 | 1214 | 625  | 394  | 369  | 426  | 448  | 450  | 452  |
|               | 1869 | 1890 | 1921 | 1950 | 1980 | 2001 | 2017 | 2019 | 2022 | 2024 |